# Sierra Nevada de Santa Marta
Sierra Nevada de Santa Marta (spanska: 'Sankta Martas snöiga bergskedja') är ett bergsmassiv i Colombia. Det ligger i Colombias karibiska område, vid Karibiska havet i norr. Arean är 17 000 kvadratkilometer, och den högsta toppen når cirka 5 700 meter över havet. Massivet är triangelformat och ligger strax väster om Andernas nordligaste utlöpare, Perijábergen.

## Läge och beskrivning

### Allmän beskrivning
Sierra Nevada de Santa Marta är beläget i nordligaste Colombia, vid Karibiska havet och nära gränsen till Venezuela. Bergsmassivet är trekantigt till formen, med hörnen ungefärligen vid Santa Marta (i nordväst) samt de mindre orterna Bosconia (i söder) och Albania (i nordöst). Sidorna i triangeln är knapp 15 mil långa.
Bergsmassivet ligger i det nordcolombianska slättlandet, och området runtom ligger upp till knappt 200 meter över havets yta. I öster avskiljs det från Andernas utlöpare Serranía de Perijá av ett cirka 10 km brett slättland nordöst och sydväst om den större staden Valledupar. Andra städer i detta slättland är San Juan del Cesar och Fonseca.
Den största staden runt Sierra Nevada de Santa Marta är annars kustorten Santa Marta i nordväst. Där når bergsmassivet når ut till den flikiga kusten, som är uppbruten av ett antal djupa vikar mellan utstickande bergskammar. Nordsidan av bergsmassivet fortsätter ett antal mil österut längs med en alltmer jämn kust, innan kusten viker av mot norr och ut mot Guajirahalvön.
Administrativt tillhör olika delar av bergsmassivet någon av de tre provinserna Magdalena (väster), Cesar (söder) och La Guajira (öster).

### Bergstoppar
Den högsta toppen i bergsmassivet är Pico Simón Bolívar, 5 700 (tidigare ofta omskriven som 5 775) meter över havet, vilket gör den till Colombias högsta berg. Nästan lika hög är Pico Simón Bolívar. Nedanstående är de viktigare bergstopparna:
- Pico Cristóbal Colón (5 700 meter)
- Pico Simón Bolívar (<5 700 meter)
- Pico Simons (5 560 meter)
- Pico La Reina (5 535 meter)
- Pico Ojeda (5 490 meter)
- Pico El Guadrián (5 235 meter)
- Pico Codazzi (4 904 meter)

Bergsmassivet når 5 700 meters höjd endast 42 kilometer från kusten. Detta gör Sierra Nevada de Santa Marta till världens högsta kustbergskedja. Bergstoppar i Anderna av motsvarande höjd ligger som högst (i centrala södra Peru och i centrala Chile) på minst dubbla avståndet från havet. Den höga maxhöjden och det omgivande, lågt liggande slättlandet gör också att Pico Cristóbal Colón har en primärfaktor på hela 5 508 meter – femte störst av alla bergstoppar.

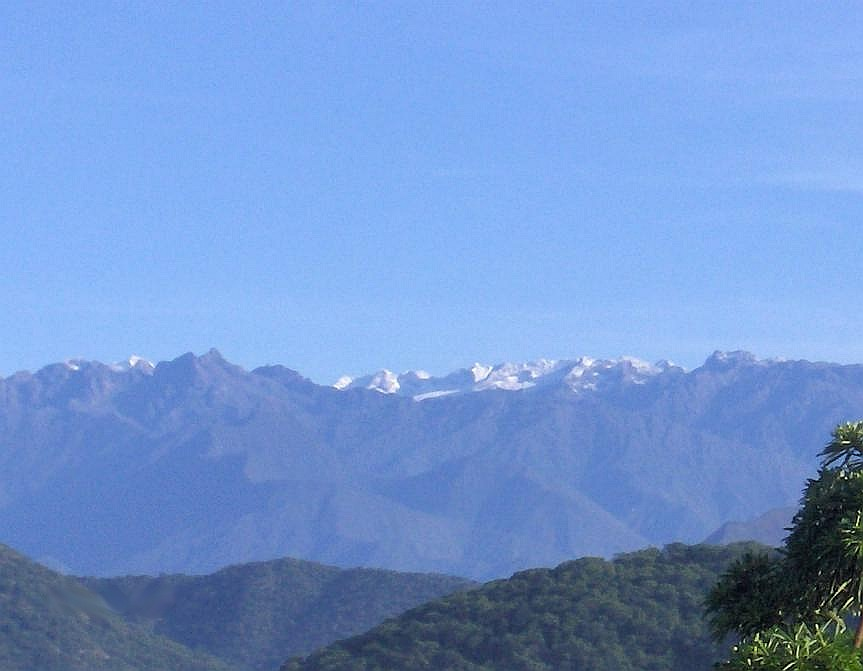
De högsta topparna i bergsmassivet, sedda från Valledupar i öster.

Sydväst om bergsmassivet ligger ett slättland, strax ovanför havsytans nivå, som sträcker sig ända till den norra änden av Cordillera Occidental. Från Pico Cristóbal de Colón finns en teoretisk möjlighet att se den 3 730 meter höga Cerro Paramillo i Paramillomassivet drygt 500 kilometer bort. Detta anses vara den längsta vyn mellan två punkter på jordytan.

## Geologi
Sierra Nevada de Santa Marta består av metamorfa bergarter (främst glimmerskiffer och gnejs) från krita och kvartsdioritiska intrusiva berg från tertiärtiden. Kvartärtiden representeras i första hand av alluviala fyllnadsmassor i dalarna och av sentida avlagringar längs med den djupt inskurna kusten i nordväst.

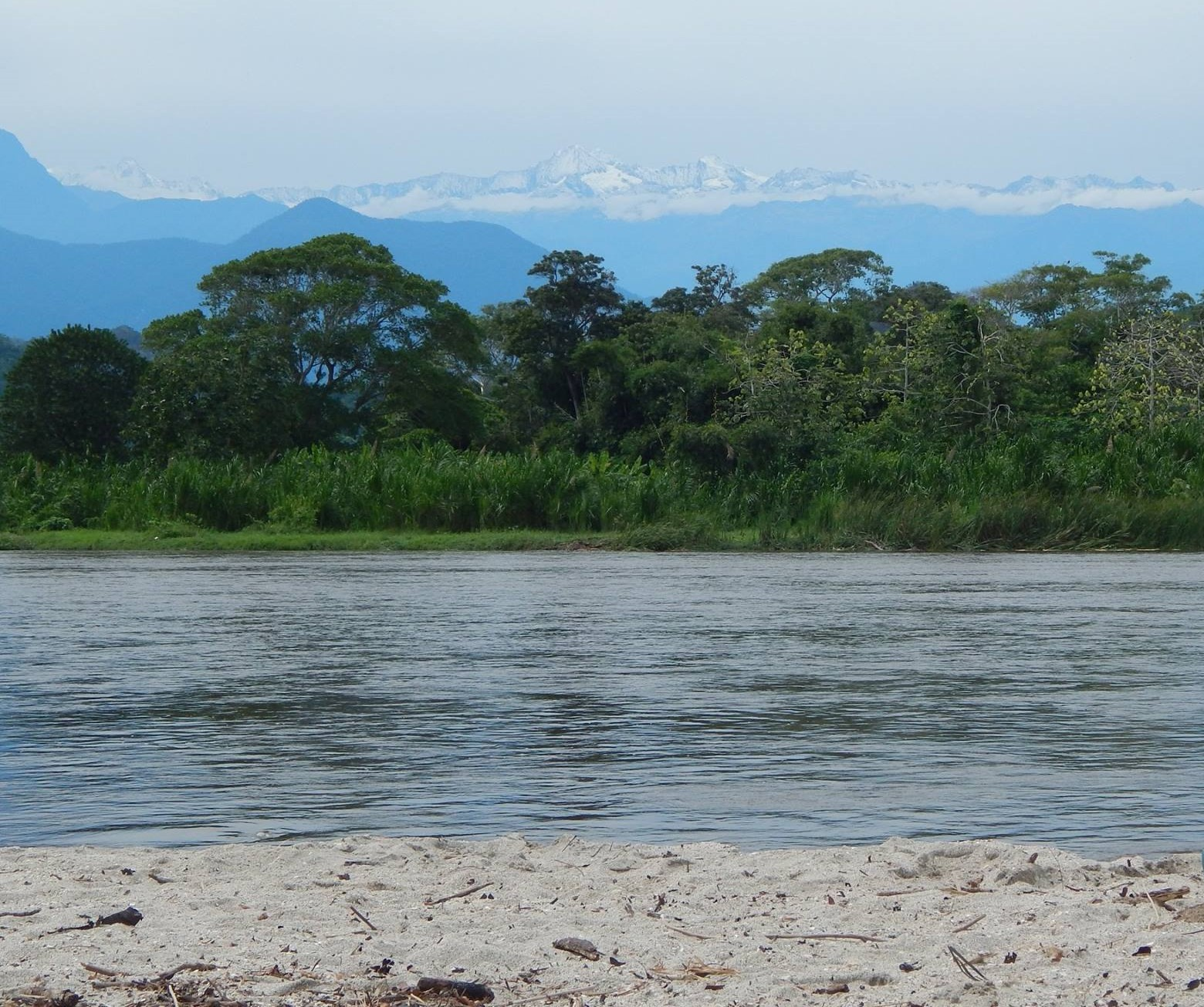
36 olika floder rinner upp i bergsmassivet, som även innehåller Colombias näst äldsta nationalpark.

## Hydrologi och klimat
Siera Nevada de Santa Marta är källa för 36 olika floder. Uppskattningsvis 1,2 miljoner människor är beroende för sin försörjning av sötvattnet som floderna för med sig.
Årsmedeltemperaturen i trakten är 9 °C. Den varmaste månaden är februari, då medeltemperaturen är 14 °C, och den kallaste är oktober, med 6 °C. Inräknat mätstationer på hög och låg höjd varierar temperaturen olika månader mellan 0 och 27 grader. Genomsnittlig årsnederbörd är 2 294 millimeter, medan årsnederbörden på 500–1500 meters höjd närmar sig 4 000 mm. Den regnigaste månaden är maj, med i genomsnitt 316 mm nederbörd, och den torraste är juli, med 107 mm nederbörd.

## Nationalpark
3 830 kvadratkilometer av bergsmassivet ingår i nationalparken med samma namn. Det etablerades 1964 och var då den andra nationalparken i Colombia. Här finns även Parque Nacional Natural Tayrona.
2013 förklarade en forskningsstudie att nationalparken är ett av världens mest oersättliga skyddsområden för hotade djur- och växtarter.

## Invånare
I bergsmassivet bor (rester av) indianfolk förknippade den tidigare Taironakulturen. Av arhuacofolket finns cirka 27 000 medlemmar, av Kogifolket 20 500 och av Kankuamofolket 15 000. De är bosatta på mellanhöjderna i massivet.